# 圣玛丽亚德卡永
圣玛丽亚德卡永（西班牙語：Santa María de Cayón）是西班牙坎塔布里亚的一个市镇。总面积48平方公里，总人口6355人（2001年），人口密度132人/平方公里。

## 友好城市
- 法國 居让-梅斯特拉斯